# Eleição municipal de Araucária em 1976
A eleição municipal de Araucária de 1976 ocorreu no dia 15 de novembro, junto aos municípios que estavam aptos a eleger prefeitos e vereadores. Os prefeitos eleitos administrariam tais cidades a partir de 1º de fevereiro de 1977 e seus sucessores seriam eleitos em 1982. A eleição foi realizada na Regime Militar de 1964 e a única realizada no governo Ernesto Geisel, além de ser a única no município que contou com os dois partidos disputando a prefeitura. Os eleitores araucarienses puderam escolher entre seis candidatos a prefeito, além de diversos a vereador. O engenheiro civil Rizio Wachowicz foi eleito para o seu segundo mandato como prefeito de Araucária.

## Resultados

### Eleição para prefeito
Conforme dados do TSE, foram computados 11.533 votantes, sendo 10.904 votos contados, 243 brancos e 386 nulos. O resultado teve influência da sublegenda, onde a ARENA obteve 6.008 votos e o MDB apenas 4.896. O resultado completo da eleição para prefeito é:
| Attílio Pereira de Lima MDB | Reynaldo Rigon MDB            | 3.392 | 31,11% |
| Rizio Wachowicz ARENA       | Antônio de Souza França ARENA | 3.261 | 29,91% |
| Antônio Scherreier ARENA    | Francisco Franceschi ARENA    | 1.489 | 13,65% |
| Júlio Grabowski ARENA       | Oldemar de Oliveira ARENA     | 1.258 | 11,54% |
| João Ohpis Filho MDB        | Emílio Gunha MDB              | 768   | 7,04%  |
| Luiz Fernando Skraba MDB    | Edinei Hutner MDB             | 736   | 6,75%  |
| Fontes:                     |                               |       |        |

### Eleição para vereador
Ao todo, foram eleitos 9 vereadores, tendo influência dos partidos participantes, sendo a ARENA dona de mais vagas devido à influência da sublegenda. Os eleitos na ocasião são:
| Candidato(a)                | Partido | Votos | Percentual |
| --------------------------- | ------- | ----- | ---------- |
| Acyr de Almeida Torres      | ARENA   | 552   | 4,78%      |
| Leopoldo Luiz Tuleski       | MDB     | 533   | 4,62%      |
| Ludovico Gondek             | ARENA   | 488   | 4,23%      |
| Jorge Abud                  | ARENA   | 415   | 3,59%      |
| Alcir Nogueira              | ARENA   | 406   | 3,52%      |
| Aldair Miguel Buiar         | MDB     | 391   | 3,39%      |
| Gustavo de Oliveira Padilha | MDB     | 385   | 3,33%      |
| Edvino Wsorek               | ARENA   | 382   | 3,31%      |
| Emílio Ferreira da Silva    | ARENA   | 346   | 3,00%      |